# Slöjdklubben
Slöjdklubben är ett projekt som drivs av Svenska Hemslöjdsföreningarnas Riksförbund och  syftar till att barn och ungdomar mellan 7 och 14 år oavsett kön, funktionsnedsättning och socioekonomisk eller etnisk bakgrund får möjlighet att:
- upptäcka och utforska slöjdens material och verktyg i gemenskap med andra barn och ungdomar
- utveckla sin förmåga att skapa i slöjdens material
- ta del av erfarenheter och kunskap om hur slöjden hör hemma i leken, i det kulturhistoriska, det mångkulturella, det tvärkulturella och i det ekologiska sammanhanget.

## Det här är Slöjdklubben
Slöjdklubben är till för barn mellan sju och fjorton år. Med slöjd är det så att man kan hitta sin egen utmaning och den hör inte alltid ihop med ålder. Muskelstyrka hör ihop med fysisk tillväxt och samordning av rörelser för att till exempel tälja på täljhäst, och att lösa problem hör ihop med kognitiv utveckling. I Slöjdklubben kan man få tid på sig, tid att öva, tid att upptäcka och utforska material, verktyg, redskap och slöjdtekniker, med sin kropp, sina sinnen och sitt intellekt. Man gör det tillsammans med andra barn som har samma intresse. Varje slöjdklubb har minst en vuxen handledare som har gått Slöjdklubbens handledarutbildning steg 1.

### Organisation och möjliggörare
Slöjdklubben genomförs med ett stort engagemang på olika nivåer. Nyckelpersoner; människor som verkligen engagerar sig i barnens bästa, deras behov och önskemål. Ute i organisationen finns möjliggörarna – de kallas så för att de ger barnen möjligheter. I den vidare bemärkelsen handlar det om alla från föräldrar, handledare och arrangörer till beslutsfattare på olika nivåer.
Hemslöjdsrörelsen har valt en kollektiv organisationsmodell för att sprida ansvaret och arbeta över organisationsgränserna. Med samarbete når man längre än var och en för sig. Den samlande symbolen är Slöjdklubbens logotyp.
Svenska Hemslöjdsföreningarnas Riksförbund (SHR) äger Slöjdklubben och arbetar tillsammans med den statliga myndigheten Nämnden för hemslöjdsfrågor (NFH) för att utveckla och driva verksamheten. Det pedagogiska utvecklingsarbetet drivs av rikskonsulenten i hemslöjd för barn och ungdom vid NFH. Samarbeten, kontakter samt nätverk kommer att utvecklas och upprätthållas genom sektionen Ung slöjd inom SHR. Centralt utvecklas kärnverksamhet, pedagogik och utbildningar för att sedan tillämpas runt om i organisationen. Centralt arrangeras också utbildningar, seminarier och konferenser.
För att etablera och driva slöjdklubbar krävs samarbete mellan lokala och regionala aktörer. De viktigaste är hemslöjdskonsulenter, hemslöjdsföreningar och studieförbund som är vitala i arbetet med klubbarna.
I varje län finns minst två hemslöjdskonsulenter som arbetar för att väcka intresse för samt främja och förmedla kunskap om hemslöjd bland alla grupper i samhället. Konsulenterna är tjänstemän som organiseras av Nämnden för hemslöjdsfrågor och arbetar utifrån ett närings- och kulturarvsinriktat samt kunskapsförmedlande perspektiv. När det gäller slöjdklubbarna arbetar de med utbildning av handledare samt att starta och stötta slöjdklubbarna med till exempel verktyg, material och kompetensutveckling. De bedriver också rådgivande och upplysande verksamhet.
Utöver hemslöjdskonsulenter och hemslöjdsföreningar samarbetar ett antal organisationer, föreningar och andra intressenter på olika nivåer. För verksamhetens skull är studieförbunden viktiga. Studieförbundet Vuxenskolan SV är idag den största samarbetsparten. Utöver dessa arbetar man också med Kulturskolan, Ungdomsringen och friskolor.
Bäst har man lyckats i de län där det finns flera handledare i samma klubb, som i Halland, där ett team delar på en klubb och man kan turas om att ta den ledande rollen. Eller som när länshemslöjdsföreningarna, likt dem i Västra Götalandsregionen, stöttar med verktygslådor, material, fika och annat som hör till verksamheten. Hemslöjdskonsulenterna fokuserar på utbildning, finansiering och utveckling medan studieförbunden sköter arbetet med bland annat inköp, löneutbetalningar och marknadsföring.
Lokalt i den enskilda klubben är givetvis den viktigaste möjliggöraren själva handledaren. De är engagerade för slöjden generellt och barns lärande i synnerhet. På många platser får de ett arvode för sin insats och på vissa håll är det mer av symbolisk karaktär och täcker bara en bråkdel av den arbetsinsats som läggs ner. På andra håll arbetar handledarna helt ideellt, som i Jämtland och Härjedalen, med lika gott resultat. Man menar att det finns exempel på föreningar som återuppstått med förnyad kraft och vitalitet runt just barnverksamheten.
Med hjälp av Allmänna arvsfondens fokus på ALLA barn har man också fått tänka om, tänka nytt. Slöjd är inte så självklart för alla som vi skulle vilja. Däremot är händernas görande precis det. Människor förenas över språkbarriärer genom händers kraft och görande. Här har man fått stor hjälp av andra nätverk och organisationer med relationen till slöjden och varandra. I det arbetet har FOMS och Integrationsnätverk Biskopsgården varit viktiga.

### Historia
2010 Slöjdklubben 2.0 startar med huvudfinansiering från Stiftelsen framtidens kultur.
2010 SHR:s förbundskansli inrättar en ny tjänst för barn och ungdom – Ung slöjd.
2010 Skriften om Slöjdklubben publiceras för att ge röst åt barn och vuxna som medverkat.
2009 SHR:s förbundsstämma beslutar att inrätta en egen sektion för barn och ungdom.
2009 Slöjdklubbens handledarutbildning steg 3 utvecklas och genomförs för första gången på Sätergläntans kursgård i Dalarna.
2009 Rikskonsulenten har rådslag med några slöjdklubbsbarn om klubbverksamheten.
2008 Slöjdklubbens handledarutbildning steg 1 flyttar in på Vindelns folkhögskola och Valjevikens folkhögskola samt Integrations Nätverk i Biskopsgården.
2008 Kulturminister Lena Adelsson Liljeroth uppmärksammar Slöjdklubben med ett utvecklingsbidrag på 300 000.
2008 Handledarutbildning steg 2 utvecklas och startar på två ställen i landet.
2007 Slöjdklubbens handledarutbildning steg 1 utvecklas och deltagarmaterialet fastställs.
2007 Allmänna arvsfonden beviljar utvecklingsmedel för att realisera Projekt Slöjdklubben.
2006 Slöjdklubbar startas runt om i landet.
2006 Forskningsrapporten om Slöjdcirkus presenteras.
2005 Slöjdklubben överlämnas som gåva till barnen den 11 september.
2005 Slöjdcirkus andra turné genomförs.
2004 Slöjdklubben får egen projektledare.
2004 Slöjdklubbens pilotutbildning för handledare genomförs i Värmland.
2004 Kulturminister Marita Ulvskog inviger Slöjdcirkus riksturné på Nääs slott.
2003 Slöjdcirkusfabriken genomförs som en kollektiv arbetsform där slöjdare från hela landet samlas och gemensamt gör Slöjdcirkus rekvisita till barnen.
2002 Samarbetsavtal för arbetet med Slöjdcirkus skrivs mellan projektägarna SHR och NFH samt deras huvudsamarbetspart SV Studieförbundet Vuxenskolan.
2002 Första Slöjdklubben, tio barn, träffas under en Visa mig!-konferens på Nääs. Vid ett rådslag säger de: ”Slöjdklubbar, det skulle vara jättebra!”
2001 Stiftelsen framtidens kultur beviljar utvecklingsmedel för att realisera Slöjdcirkus och idén om Slöjdklubben.
1998 Efter ett rådslag på Skansen i Stockholm bildar slöjdande ungdomar Riksförbundet Unga Slöjdare.
1994–95 Slöjdtåget kör genom Sverige för att marknadsföra och synliggöra slöjden mot ungdomar.

### Slöjdklubben växte fram ur Slöjdcirkus
Projekt Slöjdcirkus är grunden till hela den pedagogiska och metodiska idé som Slöjdklubben bygger på. Slöjdcirkus var ett tvärkulturellt projekt som uppstod i mötet mellan urgammal slöjdkunskap, teaterns berättarkonst och musiken. År 2004–2006 innehade Slöjdcirkus regeringens uppdrag inom området barnkultur i samverkan med forskning.
Målsättningen med Slöjdcirkus var förutom att genomföra en programbaserad tältturné i 14 län, att starta slöjdklubbar för barn i åldern 7–14 år och att utveckla en utbildning i tre steg för slöjdklubbens handledare.
Från hösten 2004 blev Slöjdklubben en självständig del inom ramen för huvudprojektet Slöjdcirkus. Slöjdklubbens kansli förlades till SHR:s lokaler i Stockholm. Arbetet med att utforma Slöjdklubbens organisation satte igång, liksom arbetet med att väcka intresse och göra Slöjdklubben känd utanför organisationen. Frågan om framtida finansiering var viktig, men olöst. Runt om i landet utvecklade hemslöjdskonsulenter och hemslöjdsföreningar nya former av samarbete med kulturförvaltningar, studieförbund, grundskolor och kulturskolor.
Erfarenheterna från Slöjdcirkus togs tillvara och det som kom att kallas slöjdcirkuspedagogik skulle anpassas till andra förhållanden, dels i utbildningen av Slöjdklubbens handledare och dels till de lokala slöjdklubbarnas verksamhet.
En första pilotutbildning för slöjdklubbshandledare hölls i Värmland och 2004-2005 kunde de första 115 slöjdklubbshandledarna utbildas. I november 2005 fanns det 56 slöjdklubbar registrerade hos SHR.
När Allmänna arvsfonden beviljade projekt Slöjdklubben stöd i tre år 2007–2009, var det dags att på allvar utveckla Slöjdklubben såväl organisatoriskt som pedagogiskt och metodiskt. Arbetet med att införa Slöjdklubben i hemslöjdens organisation intensifierades och kontakter med samverkande aktörer fördjupades. Utformningen av Slöjdklubbens innehåll och Slöjdklubbens handledarutbildning (steg 1, 2 och 3) fortsatte i nära samarbete med landets länshemslöjdskonsulenter, samtidigt som det startade alltfler slöjdklubbar.

### Pilotslöjdklubbarna år 2008–2009
En mycket viktig roll har nio pilotslöjdklubbar haft, där projektet fick möjlighet att på nära håll följa hur klubbmedlemmar och handledare använde sig av Slöjdklubbens koncept. Hemslöjdskonsulenterna i länen Halland, Södermanland, Västra Götalands regionen, Västernorrland, Gävleborg, Östergötland och Stockholm startade och drev pilotslöjdklubbar. Dessa handledare och ansvariga hemslöjdskonsulenter träffades vid tre erfarenhetsseminarier. De dokumenterade i portfolio, läste fördjupningslitteratur och reflekterade över de frågor som ställts från projektet. 
 

## Klubbarnas aktivitet
Vad är det som utmärker Slöjdklubben? Det allra viktigaste är den atmosfär av kreativ nöjdhet som handledare och medlemmar skapar tillsammans. En klubbanda som ger fantasin stoff och gör att lusten att lära sig växer.

### De fem grundstenarna
Slöjdklubben har en uttalad pedagogisk och metodisk idé som bygger på fem grundstenar:
-	rummet
-	det tvärkulturella mötet
-	det mångkulturella
-	genusaspekten 
-	handledarnas förhållningssätt.
[För mer information läs forskningsrapporten Slöjdcirkus – att iscensätta ett estetiskt lärande.]

### Slöjdklubbens verktyg
De tre föremålen Berättarlyktan, Slöjdklubbskorgen och Ordskattkistan är Slöjdklubbens verktyg och unika kännetecken. Med hjälp av dem skapar handledare och medlemmar gemensamt en klubb som man känner igen sig i, från gång till gång och från klubb till klubb. De är slöjdföremål som ”laddas” på olika sätt, allt eftersom de används i klubben. Slöjdklubbskorgen hör ihop med förväntan och överraskningar när nya material och verktyg lyfts upp ur den. Ordskattkistan hör ihop med ord, begrepp och kunskap om det egna lärandet, och används som en metod att överföra handens uttryck till det talade språket. Berättarlyktan hör ihop med fantasin som är förutsättningen för kreativiteten.

### Den inbyggda ordningen
Med den inbyggda ordningen menas hur man med hjälp av rummets och tidens begränsningar formar rutiner, ritualer och rytm som alla i klubben känner igen sig i. Den är ramen för början, mellanmålsstunden och avslutningen i Slöjdklubben och den gynnar kreativiteten.

### Teman
Under utbildningen lär sig handledarna att utgå från övergripande teman. Det ger medlemmarna utrymme för improvisation och delaktighet. En handledare i pilotslöjdklubben berättar så här om klubbens tema: ”Första terminen bestämde och valde jag tema. Andra halvåret fick barnen vara med och välja det tema som vi skulle ledas och inspireras av. Barnen och jag hade flera olika förslag och sedan röstade barnen. Det vinnande förslaget blev SPEL OCH LEKAR. Under vårens träffar har vi lekt olika lekar tillsammans. Barnen har tillverkat jongleringsbollar, Fiaspel, Rävspel, Tre i rad och andra spel som de själva kommit på.” … ”några barn funderade över vårt temaval. De tyckte att lektemat kunde innefatta att de tillverkade saker till sina dockor hemma. Då blev det både sängar och andra saker till dockorna. Framför allt kläder i färgglada ylletyger. Senaste träffen ville en flicka göra en liten bil till sin docka.”

### Vad barnen slöjdar i sina klubbar
Barnen möter skickliga handledare, som med sina kunskaper i olika slöjdtekniker (trä, metall och textil) möter barnens frågor och lust att upptäcka och utforska. Handledarna tycker att det är roligt att arbeta med barn. Inför klubbträffarna fylls slöjdklubbskorgen med överraskningar, nya verktyg, material och förslag på vad man kan slöjda.
Barnen slöjdar fågelmatare, speglar, korgar, väskor, krokar, smycken, fiaspel, rävspel, figurer av metalltråd, sittdynor, jongleringsbollar, broderier, virkade ringar, såpbubbelformar, fåglar, hästar, flaggor, mössor, tre i rad, lyktor, grötkräklor, docksängar, dockbilar, tovade ormar, dockkläder, ringkastare, klackmattor, masker, pilbågar, pilar, gevär med blodet droppande, små monogram med pärlor, kronor att ha på huvudet, pinnar, snoddar, rep, oroar, påsar, fantasidjur, musikinstrument, askar, hopprep, täljda figurer, luffarslöjd, leksaker och tryckstämplar.

### Rummet är inomhus och utomhus
Ett rums form och inredning signalerar något till den som går in i det. Vad är det här rummet till för? Hur rör jag mig här? Hur ger rummets utformning näring åt fantasin? Vad kan jag göra här? Vad kan jag lära mig här? Bjuder Slöjdklubbens rum in till att slöjda i?

## Handledare
Vilka blir handledare i Slöjdklubben? De vanligaste kategorier är: slöjdare som blir intresserade av pedagogiken och pedagoger som blir intresserade av slöjden. Gemensamt för dessa båda kategorier är glädjen i att arbeta med barn, se dem växa och utvecklas. De flesta av handledarna är kvinnor men långt ifrån alla. Det behövs fler män, killar och pojkar i organisationen. Alla barn behöver förebilder att identifiera sig med, så också i slöjden. Målsättningen är att göra Slöjdklubben genusneutral.
[Citat slöjdklubbshandledare: Det finns en aldrig sinande ström med roliga slöjdidéer att förmedla och det är givande även för mig som får tillverka prototyper av alla möjliga slag. Även om det tar mycket tid. Jag tycker att det är väldigt givande att ha min slöjdklubbsgrupp och få träffa de här barnen och försöka få det att fungera på bästa sätt. En annan anledning att bli och vara slöjdklubbshandledare är att man får träffa andra vuxna med samma (rätt ovanliga) intresse, på utbildningar av olika slag. Stämningen brukar vara god.
… Det är också fint när de är goda kompisar och hjälper varandra när det behövs. … Slöjdklubben fyller en fin funktion för alla barn och ungdomar som vill utveckla sin kreativitet på slöjdarvis. Det ligger också så helt rätt i tiden att förmedla ekologiskt hållbar kunskap.]
[Citat slöjdklubbshandledare: Jag kan starkt dra mig till minnes att det var genom att se vad de vuxna gjorde så blev man nyfiken och frågade och kunde lära och lära nytt och våga mera … (det kallas idag vanligen att man är självlärd). Jag uppfattar att det är någonting analogt med detta i slöjdklubbspedagogiken!
Inom projektet och min nu aktuella roll som slöjdklubbshandledare känns det som att få fortsätta så som man gjorde som ung! Det är mycket tillfredsställande. Samtidigt kan man se att det blir en stor tillfredsställelse när barnen får arbeta med slöjd; lära sig utföra nya moment, tänka ut och så småningom fullfärdiga en uppgift.]

### Handledarens uppdrag och roll
För barn i slöjdklubbsåldern (7 till 14 år) betyder relationer med kamrater och vuxna utanför familjen allt mer i barnets liv. Att vara medlem i en slöjdklubb innebär att man har man ett gemensamt intresse och att man har roligt och trivsamt tillsammans i klubben.
[Citat hemslöjdskonsulent: Att barnen får skapa i gemenskap med andra är slöjdklubbens stora fördel. Barnen stimulerar varandras kreativa tänkande, handledaren stöttar med praktiska råd och fantasin tar fart i mötet med berättandet och musiken …]
I Slöjdklubben är handledaren en möjliggörare (en facilitator) som skapar goda förutsättningar för klubbmedlemmarna att skaffa sig kunskap om material, verktyg och slöjdtekniker. Samtliga handledare har tillräckligt goda kunskaper i såväl hård som textil slöjd. Slöjdklubbshandledaren har alltid ett arketypiskt ansvar, ett vuxenansvar som ibland kan upplevas som lite tråkigt. Till exempel ansvarar handledaren för medlemmarnas säkerhet och att det råder en god klubbanda. Slöjdklubbshandledaren delar med sig av sina kunskaper, hjälper medlemmarna att själva upptäcka och utforska och visar olika lösningar.
Några råd från Pilotslöjdklubbarnas handledare:
- Välkomna det oväntade! Din planering finns kvar.
- Se varje enskilt barn och lyssna på dem. Lyssna alltid på barnen.
- Låt barnen vara delaktiga i det de kan vara delaktiga i, men det är du som slöjdklubbshandledare som ska hålla i strukturen så barnen känner sig trygga.
- Var flexibel, varje slöjdklubbsgrupp är speciell.
- Förenkla så att barnen trivs och du orkar med.
- Ha god framförhållning – planera så du får god tid på dig. Ha ställtid före och efter klubbens träffar.
- Ta ledarhjälp av barnen. Ta vara på barnens egenskaper.
- Ta in det barnen säger och använd det i ditt ledarskap.
- Lyft vad barnet kan, inte vad det inte kan, och utgå från det.
- Varva lekar, drama och slöjd så blir det mer av en totalupplevelse.
- Om man är fler än en handledare, prata ihop er och varva ansvaret för gruppen så att den andra ledaren kan göra andra saker och förbereda nästa moment. Ska vara tydligt för barnen så att de vet vem som håller i aktiviteten och vem som hjälper till.
- Skapa dig ett nätverk av slöjdklubbshandledare.

### Utbildning i tre steg
Slöjdklubben har utvecklat en utbildning i tre steg för handledare. När man genomfört steg 1 och i övrigt uppfyller de villkor som gäller för Slöjdklubben, kan man starta en slöjdklubb. 

#### Steg 1
Steg 1 handlar om vad det innebär att arbeta under Slöjdklubbens varumärke och innehållets förankring i barnkonventionen. Man får kunskap om slöjdcirkuspedagogiken, den pedagogiska och metodiska idé, som Slöjdklubben bygger på, och hur man kan omsätta den i Slöjdklubben. Utbildningen innefattar hur man skapar goda förutsättningar för barnen, dvs. hur slöjdklubbens rum, både ute och inne, blir till en inspirationskälla och vad som menas med ett tvärkulturellt arbetssätt. Den ger också ett mångkulturellt perspektiv och ett genusperspektiv.
Man får kunskap om hur handledare och klubbens medlemmar kan använda sig av ordskattkistan, slöjdklubbskorgen och berättarlyktan i Slöjdklubben. Även hur man arbetar med tema och vilka av slöjdens material, verktyg, redskap och tekniker som är bäst att använda i Slöjdklubben.
Röda Korset ansvarar för undervisning om att tänka skadeförebyggande och vad man gör om olyckan är framme i Slöjdklubben.
(Utbildningen omfattar totalt 64 lektioner à 45 minuter.)

#### Steg 2
Steg 2 riktas till handledare som har praktisk erfarenhet av slöjdklubbsarbete och syftar till att ge ökade kunskaper om gruppdynamik och om att arbeta tvärkulturellt, vilket innebär att berättelser, enkla dramalekar och musik/rytm kombineras med slöjdande och blir till en helhetsupplevelse i Slöjdklubben. Fortbildningen ger ökade kunskaper om att möta barn med funktionsnedsättning, och låter deltagarna reflektera över barnkonventionen och barns olika livsmiljöer.
(Utbildningen omfattar totalt 16 lektioner à 45 minuter.)

#### Steg 3
Steg 3 handlar om den egna kreativiteten, vägar till ny kunskap och att utvecklas som handledare och slöjdare, och är en fördjupning av steg 1 och steg 2.
Utbildningen år 2009 var en fördjupningskurs med temat ”fabler och magiska ting”. Den handlade om hur man i Slöjdklubben bygger upp förväntan och skapar kreativa möten utifrån den hårda slöjden. Hur vi med hjälp av händernas arbete ”laddar” föremål med värde utöver det riktigt greppbara. Vad är det som fängslar i själva görandet, när händerna får utlopp för sin lust till lek med material, verktyg, form och färg? 
(Utbildningen omfattar totalt 30 lektioner à 45 minuter.)

## Medlemmarna
”Det bästa med Slöjdklubben är att man får komma dit och att man får göra det igen och igen!!” säger ett barn om sin slöjdklubb i Östergötland. Erfarenheter visar att omsättningen av medlemmar i slöjdklubbarna är liten.
De flesta slöjdklubbarna träffas en gång i veckan på fritiden. På orter där fritidsutbudet domineras av idrottsaktiviteter har man sett att Slöjdklubben är ett efterlängtat alternativ för barn som vill hålla på med estetisk/skapande verksamhet.
Ibland har Slöjdklubben startat med ett fåtal medlemmar, men vuxit till när barnen själva har bjudit in kamrater. ”Bland barn sprider sig rykten ganska snabbt!”, förklarar ett barn som varit medlem i sju terminer. ”Det är lättare att följa med någon första gången”, säger en annan medlem, som själv kom på en prova på-träff i samma slöjdklubb för fyra terminer sedan.
Eliott, Lovisa och Julia, tre erfarna medlemmar i Slöjdklubben, säger om saker de tillverkar i Slöjdklubben: ”Det blir bra resultat och man blir nöjd. Det känns handgjort, man har gjort det själv. Det är kul att gå ut och få plocka sitt eget material ute. Vi är ute och sågar av grenar och gör allting själva!” Lovisa: ”Och man kan ta hem sakerna och ta idéer och göra hemma till huset. Pappa skulle sätta ihop något med trä och han visste inte hur han skulle göra. Då tipsade jag honom om det vi lärt oss i Slöjdklubben om hur man kan sätta ihop. Och så satte vi ihop det tillsammans.” Men lika viktigt som att slöjda är det att träffa sina klubbkompisar under fikapausen, att ha berättarlyktan tänd och lyssna till slöjdklubbshandledarens berättelse.
Vid ett rådslag med barn som hade lång klubberfarenhet gavs följande värdefulla råd om handledarnas betydelse i klubben. Så här formulerar barnen själva sina råd:
- Gilla barn är viktigt!
- Inte bli irriterade om barnet inte förstår utan förklara tydligare och noggrannare. Ha tålamod.
- Att handledaren har bra fantasi!
- Vara snälla.
- Kunna många tekniker.
- Bra om handledaren är en lugn person, då blir man själv lugn.
- Måste kunna gilla sitt yrke (som slöjdklubbshandledare).
- Våga säga till om något är fel i Slöjdklubben. Om man har en stark ledare som man ser upp till är det lättare att följa den.
- Visa hur man ska göra, inte bara förklara med ord. Visa på en provbit, annars har man inte gjort saken själv.
- Rättvis.
- Lite sträng så det blir något gjort.
- Handledaren ska pusha – ge flera olika förslag hur man kan göra, så man kan välja själv.

## Slöjdklubbar på olika sätt
Slöjdklubbarna kan se ut på många olika sätt. Man kan hitta dem i föreningslokaler, skolor, bibliotek, museer och allehanda platser. Det gör att klubbarna får sin särprägel. Genomgående är att det krävs betydligt mer arbete och samarbete än man kan tro för att realisera barnverksamhet utanför de etablerade arenorna. Här är några av klubbarna.
På friluftsmuseet Kulturen i Lund finns sedan vårterminen 2005 en av de allra äldsta klubbarna. Den har varit med sedan starten och har varit aktiv i stort sett hela tiden. Den är ett lyckat samarbete mellan hemslöjdsrörelsen och en välkänd etablerad kulturinstitution. Mycket av slöjdinspirationen hämtas från museets egna samlingar.
Många slöjdklubbar träffas regelbundet under året. Andra existerar enbart under ett lov som alternativ till andra fritidsaktiviteter. På flera platser i landet har man också börjat arrangera sommarläger. Disagårdens slöjdklubbsläger i Uppsala är ett sådant exempel. Där träffas barnen från hela länets slöjdklubbar som en höjdpunkt efter ett års klubbverksamhet. Man använder hela friluftsmuseets möjligheter med spännande byggnader, djur och natur.
Slöjdklubben är också med som en del av större arrangemang, till exempel SHR:s nordiska familjeläger som arrangerades sommaren 2007 i Skåne på Önnestad folkhögskola utanför Kristianstad. Där fanns aktiviteter för hela familjen, ett nordiskt ungdomsläger samt ett slöjdklubbsläger för barnen. Detta var en helt ny form som uppskattades av alla deltagarna, från hela Norden.
Många slöjdklubbar träffas varje eller varannan vecka. Flera exempel på samarbeten runt om i landet. Men det blir inte heller alltid som man har tänkt sig. I Kulturcentrum i Sundbyberg, Hallonbergen, fanns alla förutsättningar. Hemslöjdsföreningen och kultursekreteraren skapade möjligheter för en klubb men det kom inga barn. Istället arrangerade slöjdklubbshandledaren och Slöjdklubben i Skarpnäck en tillfällig klubb under drakfesten 2009, mitt ute på ett fält i Farsta. Dit kom 200 barn.

## Läs mer
- Björkdahl Ordell, Susanne och Kärrby, Gunni (2006), Slöjdcirkus – att iscensätta ett estetiskt lärande.
- Björkdahl Ordell, Susanne m.fl. (2006), Slöjdcirkus – att iscensätta ett estetiskt lärande. Sammanfattande forskningsrön om Slöjdcirkus.
- Borg, Kajsa och Lindström, Lars (red.) (2008), Slöjda för livet. Om pedagogisk slöjd.
- Boström, Kristin och Olsson, Signhild (2007) Slöjdklubbens handledarutbildning steg 1.
- Doverborg, Elisabet och Pramling Samuelsson, Ingrid (2000), Att förstå barns tankar – metodik för barnintervjuer.
- Hemslöjden, nummer 2 2004. Temanummer om Slöjdcirkus.
- Hemslöjden, nummer 5 2004. Temanummer om Slöjdcirkus.
- Hwang, Philip och Nilsson, Björn (2003), Utvecklingspsykologi.
- Ribbing, Sofie och Hagborg, Elisabeth (2009), Vara vettig vuxen.
- Rinnan, Tove (2007), Mer än bara lite kul. En skrift om hur vi kan utveckla fritiden för barn och unga med funktionsnedsättningar.
- Rädda Barnen, Kort om barnkonventionen.
- Röda Korset, Första hjälpen barn.
- Åberg, Ann och Lenz Taguchi, Hillevi (2005, Lyssnandets pedagogik – etik och demokrati i pedagogiskt arbete.
- Ordknappt – en film om Slöjdcirkus.